# Zongozotla
Zongozotla är en kommunhuvudort i Mexiko.   Den ligger i kommunen Zongozotla och delstaten Puebla, i den sydöstra delen av landet, 160 km öster om huvudstaden Mexico City. Zongozotla ligger 1 129 meter över havet och antalet invånare är 4 467.
Terrängen runt Zongozotla är kuperad norrut, men söderut är den bergig. Runt Zongozotla är det ganska tätbefolkat, med 129 invånare per kvadratkilometer. Närmaste större samhälle är Olintla, 14,3 km norr om Zongozotla. I omgivningarna runt Zongozotla växer huvudsakligen savannskog.